# 小果紫花槭
小果紫花槭（学名：Acer pseudosieboldianum var. koreanum）为槭树科槭属下的一个变种。

## 扩展阅读
- 維基物種上的相關：小果紫花槭